# Liste des planètes mineures non numérotées découvertes en octobre 2013
Pour un article plus général, voir Liste des planètes mineures non numérotées découvertes en 2013.
Pour un article plus général, voir Liste des planètes mineures.
Cet article dresse la liste des planètes mineures (astéroïdes, centaures, objets transneptuniens et assimilés) non numérotées découvertes en octobre 2013 dans l'ordre de leur découverte.
Au 15 janvier 2025, 661 077 des 1 434 993 planètes mineures répertoriées par le Centre des planètes mineures ne sont pas encore numérotées, soit 46,07 %.

## Rappel concernant la désignation provisoire
La désignation provisoire indique l'ordre de découverte de ces objets. En effet, cette désignation est composée de l'année de découverte (par exemple 2013) suivie de la quinzaine (demi-mois) de découverte (p.e. A = 1-15 janvier) puis de l'ordre de découverte dans cette quinzaine. Cet ordre est indiqué par une lettre et éventuellement un chiffre comme suit : A pour la première découverte, B pour la deuxième, ..., Z pour la 25e (le I n'est pas utilisé pour éviter la confusion avec 1), A1 pour la 26e, B1 pour la 27e, etc. , Z1 pour la 50e, A2 pour la 51e, B2 pour la 52e, etc. L'ordre de la numérotation ne suit donc pas l'ordre alphanumérique. 2013 AA1 suit ainsi 2013 AZ et précède 2013 AB1.

## Liste

### Du1erau 15 octobre 2013
- 2013 TC
- 2013 TD
- 2013 TE
- 2013 TF
- 2013 TG
- 2013 TH
- 2013 TJ
- 2013 TK
- 2013 TL
- 2013 TM
- 2013 TN
- 2013 TW
- 2013 TJ1
- 2013 TL1
- 2013 TM1
- 2013 TR1
- 2013 TE2
- 2013 TE3
- 2013 TV3
- 2013 TC4
- 2013 TD4
- 2013 TE4
- 2013 TF4
- 2013 TG4
- 2013 TH4
- 2013 TJ4
- 2013 TK4
- 2013 TL4
- 2013 TM4
- 2013 TN4
- 2013 TO4
- 2013 TP4
- 2013 TQ4
- 2013 TR4
- 2013 TS4
- 2013 TT4
- 2013 TU4
- 2013 TW4
- 2013 TY4
- 2013 TB5
- 2013 TC5
- 2013 TG5
- 2013 TJ5
- 2013 TK5
- 2013 TO5
- 2013 TP5
- 2013 TQ5
- 2013 TR5
- 2013 TS5
- 2013 TT5
- 2013 TX5
- 2013 TY5
- 2013 TZ5
- 2013 TA6
- 2013 TB6
- 2013 TC6
- 2013 TD6
- 2013 TE6
- 2013 TF6
- 2013 TG6
- 2013 TH6
- 2013 TJ6
- 2013 TL6
- 2013 TM6
- 2013 TS6
- 2013 TV6
- 2013 TA7
- 2013 TG7
- 2013 TV7
- 2013 TZ7
- 2013 TB8
- 2013 TO8
- 2013 TW8
- 2013 TO9
- 2013 TY9
- 2013 TZ9
- 2013 TA10
- 2013 TC10
- 2013 TK10
- 2013 TT10
- 2013 TX10
- 2013 TB11
- 2013 TC11
- 2013 TF11
- 2013 TR11
- 2013 TH12
- 2013 TQ12
- 2013 TR12
- 2013 TS12
- 2013 TT12
- 2013 TW12
- 2013 TG13
- 2013 TN13
- 2013 TA14
- 2013 TC14
- 2013 TO14
- 2013 TX14
- 2013 TY14
- 2013 TB15
- 2013 TJ15
- 2013 TK15
- 2013 TN15
- 2013 TO15
- 2013 TQ15
- 2013 TR15
- 2013 TU15
- 2013 TV15
- 2013 TW15
- 2013 TX15
- 2013 TY15
- 2013 TZ15
- 2013 TD16
- 2013 TF16
- 2013 TK16
- 2013 TL16
- 2013 TR16
- 2013 TV16
- 2013 TY16
- 2013 TZ16
- 2013 TJ17
- 2013 TK17
- 2013 TS17
- 2013 TT17
- 2013 TU17
- 2013 TV17
- 2013 TW17
- 2013 TB18
- 2013 TF18
- 2013 TH18
- 2013 TJ18
- 2013 TR18
- 2013 TT18
- 2013 TW18
- 2013 TX18
- 2013 TE19
- 2013 TL19
- 2013 TN19
- 2013 TO19
- 2013 TT19
- 2013 TZ19
- 2013 TA20
- 2013 TE20
- 2013 TG20
- 2013 TH20
- 2013 TN20
- 2013 TO20
- 2013 TP20
- 2013 TQ20
- 2013 TT20
- 2013 TU20
- 2013 TY20
- 2013 TB21
- 2013 TG21
- 2013 TP21
- 2013 TW21
- 2013 TX21
- 2013 TY21
- 2013 TZ21
- 2013 TC22
- 2013 TF22
- 2013 TH22
- 2013 TK22
- 2013 TL22
- 2013 TM22
- 2013 TQ22
- 2013 TT22
- 2013 TV22
- 2013 TX22
- 2013 TY22
- 2013 TA23
- 2013 TC23
- 2013 TF23
- 2013 TG23
- 2013 TM23
- 2013 TN23
- 2013 TP23
- 2013 TT23
- 2013 TE24
- 2013 TF24
- 2013 TJ24
- 2013 TN24
- 2013 TW24
- 2013 TE25
- 2013 TL25
- 2013 TN25
- 2013 TQ25
- 2013 TR25
- 2013 TS25
- 2013 TV25
- 2013 TF26
- 2013 TG26
- 2013 TK26
- 2013 TN26
- 2013 TS26
- 2013 TT26
- 2013 TW26
- 2013 TX26
- 2013 TA27
- 2013 TF27
- 2013 TG27
- 2013 TL27
- 2013 TN27
- 2013 TP27
- 2013 TS27
- 2013 TU27
- 2013 TA28
- 2013 TB28
- 2013 TK28
- 2013 TX28
- 2013 TY28
- 2013 TZ28
- 2013 TG29
- 2013 TJ29
- 2013 TM29
- 2013 TS29
- 2013 TG30
- 2013 TL30
- 2013 TA31
- 2013 TK31
- 2013 TN31
- 2013 TR31
- 2013 TU31
- 2013 TY31
- 2013 TC32
- 2013 TK32
- 2013 TU32
- 2013 TY32
- 2013 TG33
- 2013 TH33
- 2013 TJ33
- 2013 TL33
- 2013 TN33
- 2013 TP33
- 2013 TU33
- 2013 TW34
- 2013 TB35
- 2013 TF35
- 2013 TQ35
- 2013 TU35
- 2013 TX35
- 2013 TZ35
- 2013 TE36
- 2013 TG36
- 2013 TJ36
- 2013 TL36
- 2013 TO36
- 2013 TR36
- 2013 TU36
- 2013 TX36
- 2013 TD37
- 2013 TG37
- 2013 TK37
- 2013 TL37
- 2013 TR37
- 2013 TV37
- 2013 TZ37
- 2013 TF38
- 2013 TJ38
- 2013 TM38
- 2013 TU38
- 2013 TZ38
- 2013 TB39
- 2013 TC39
- 2013 TJ39
- 2013 TN39
- 2013 TS39
- 2013 TZ39
- 2013 TE40
- 2013 TH40
- 2013 TQ40
- 2013 TX40
- 2013 TZ40
- 2013 TB41
- 2013 TL41
- 2013 TR41
- 2013 TV41
- 2013 TD42
- 2013 TG42
- 2013 TL42
- 2013 TN42
- 2013 TQ42
- 2013 TS42
- 2013 TT42
- 2013 TU42
- 2013 TW42
- 2013 TC43
- 2013 TN43
- 2013 TU43
- 2013 TX43
- 2013 TY43
- 2013 TD44
- 2013 TF44
- 2013 TM44
- 2013 TW44
- 2013 TY44
- 2013 TC45
- 2013 TD45
- 2013 TS45
- 2013 TV45
- 2013 TY45
- 2013 TB46
- 2013 TC46
- 2013 TF46
- 2013 TM46
- 2013 TN46
- 2013 TS46
- 2013 TW46
- 2013 TH47
- 2013 TK47
- 2013 TL47
- 2013 TO47
- 2013 TP47
- 2013 TQ47
- 2013 TR47
- 2013 TV47
- 2013 TZ47
- 2013 TG48
- 2013 TO48
- 2013 TQ48
- 2013 TR48
- 2013 TU48
- 2013 TY48
- 2013 TC49
- 2013 TH49
- 2013 TK49
- 2013 TT49
- 2013 TX49
- 2013 TG50
- 2013 TK50
- 2013 TS50
- 2013 TU50
- 2013 TY50
- 2013 TG51
- 2013 TK51
- 2013 TN51
- 2013 TO51
- 2013 TP51
- 2013 TZ51
- 2013 TA52
- 2013 TB52
- 2013 TC52
- 2013 TD52
- 2013 TE52
- 2013 TH52
- 2013 TJ52
- 2013 TO52
- 2013 TR52
- 2013 TY52
- 2013 TG53
- 2013 TL53
- 2013 TY53
- 2013 TZ53
- 2013 TD54
- 2013 TM54
- 2013 TN54
- 2013 TP54
- 2013 TR54
- 2013 TU54
- 2013 TV54
- 2013 TY54
- 2013 TB55
- 2013 TH55
- 2013 TL55
- 2013 TO55
- 2013 TP55
- 2013 TZ55
- 2013 TA56
- 2013 TC56
- 2013 TE56
- 2013 TF56
- 2013 TM56
- 2013 TO56
- 2013 TP56
- 2013 TR56
- 2013 TV56
- 2013 TW56
- 2013 TF57
- 2013 TM57
- 2013 TQ57
- 2013 TT57
- 2013 TU57
- 2013 TY57
- 2013 TA58
- 2013 TB58
- 2013 TU58
- 2013 TX58
- 2013 TA59
- 2013 TF59
- 2013 TH59
- 2013 TN59
- 2013 TO59
- 2013 TP59
- 2013 TT59
- 2013 TW59
- 2013 TX59
- 2013 TY59
- 2013 TA60
- 2013 TB60
- 2013 TE60
- 2013 TF60
- 2013 TM60
- 2013 TU60
- 2013 TX60
- 2013 TF61
- 2013 TJ61
- 2013 TK61
- 2013 TN61
- 2013 TO61
- 2013 TS61
- 2013 TX61
- 2013 TZ61
- 2013 TB62
- 2013 TD62
- 2013 TE62
- 2013 TK62
- 2013 TO62
- 2013 TP62
- 2013 TB63
- 2013 TE63
- 2013 TF63
- 2013 TG63
- 2013 TH63
- 2013 TL63
- 2013 TN63
- 2013 TS63
- 2013 TX63
- 2013 TA64
- 2013 TB64
- 2013 TH64
- 2013 TK64
- 2013 TL64
- 2013 TM64
- 2013 TN64
- 2013 TT64
- 2013 TZ64
- 2013 TE65
- 2013 TF65
- 2013 TH65
- 2013 TO65
- 2013 TQ65
- 2013 TG66
- 2013 TJ66
- 2013 TP66
- 2013 TQ66
- 2013 TR66
- 2013 TT66
- 2013 TY66
- 2013 TT67
- 2013 TV67
- 2013 TE68
- 2013 TO68
- 2013 TR68
- 2013 TT68
- 2013 TU68
- 2013 TW68
- 2013 TX68
- 2013 TY68
- 2013 TB69
- 2013 TC69
- 2013 TD69
- 2013 TE69
- 2013 TF69
- 2013 TG69
- 2013 TH69
- 2013 TJ69
- 2013 TK69
- 2013 TL69
- 2013 TM69
- 2013 TN69
- 2013 TO69
- 2013 TU69
- 2013 TC70
- 2013 TE70
- 2013 TM70
- 2013 TO70
- 2013 TP70
- 2013 TS70
- 2013 TV70
- 2013 TX70
- 2013 TY70
- 2013 TC71
- 2013 TO71
- 2013 TY71
- 2013 TZ71
- 2013 TC72
- 2013 TL72
- 2013 TO72
- 2013 TU72
- 2013 TJ73
- 2013 TA74
- 2013 TD74
- 2013 TE74
- 2013 TM74
- 2013 TN74
- 2013 TS74
- 2013 TX74
- 2013 TE75
- 2013 TN75
- 2013 TT75
- 2013 TW75
- 2013 TO76
- 2013 TP76
- 2013 TS76
- 2013 TY76
- 2013 TZ76
- 2013 TA77
- 2013 TC77
- 2013 TD77
- 2013 TJ77
- 2013 TK77
- 2013 TU77
- 2013 TV77
- 2013 TX77
- 2013 TZ77
- 2013 TA78
- 2013 TD78
- 2013 TF78
- 2013 TG78
- 2013 TJ78
- 2013 TO78
- 2013 TC79
- 2013 TE79
- 2013 TF79
- 2013 TK79
- 2013 TL79
- 2013 TP79
- 2013 TS79
- 2013 TU79
- 2013 TV79
- 2013 TY79
- 2013 TA80
- 2013 TC80
- 2013 TN80
- 2013 TP80
- 2013 TS80
- 2013 TU80
- 2013 TV80
- 2013 TA81
- 2013 TD81
- 2013 TF81
- 2013 TK81
- 2013 TN81
- 2013 TR81
- 2013 TS81
- 2013 TU81
- 2013 TV81
- 2013 TW81
- 2013 TD82
- 2013 TK82
- 2013 TO82
- 2013 TP82
- 2013 TS82
- 2013 TV82
- 2013 TC83
- 2013 TK83
- 2013 TM83
- 2013 TN83
- 2013 TO83
- 2013 TS83
- 2013 TT83
- 2013 TX83
- 2013 TE84
- 2013 TH84
- 2013 TN84
- 2013 TD85
- 2013 TE85
- 2013 TN85
- 2013 TR85
- 2013 TS85
- 2013 TW85
- 2013 TX85
- 2013 TY85
- 2013 TA86
- 2013 TB86
- 2013 TG86
- 2013 TK86
- 2013 TN86
- 2013 TQ86
- 2013 TX86
- 2013 TY86
- 2013 TZ86
- 2013 TB87
- 2013 TC87
- 2013 TF87
- 2013 TR87
- 2013 TS87
- 2013 TT87
- 2013 TU87
- 2013 TW87
- 2013 TC88
- 2013 TF88
- 2013 TG88
- 2013 TH88
- 2013 TJ88
- 2013 TQ88
- 2013 TT88
- 2013 TY88
- 2013 TD89
- 2013 TF89
- 2013 TK89
- 2013 TU89
- 2013 TV89
- 2013 TM90
- 2013 TO90
- 2013 TU90
- 2013 TA91
- 2013 TG91
- 2013 TH91
- 2013 TK91
- 2013 TM91
- 2013 TO91
- 2013 TR91
- 2013 TV91
- 2013 TY91
- 2013 TZ91
- 2013 TA92
- 2013 TT92
- 2013 TU92
- 2013 TW92
- 2013 TX92
- 2013 TF93
- 2013 TN93
- 2013 TR93
- 2013 TS93
- 2013 TT93
- 2013 TW93
- 2013 TH94
- 2013 TY94
- 2013 TE95
- 2013 TF96
- 2013 TM96
- 2013 TP96
- 2013 TS96
- 2013 TX96
- 2013 TD97
- 2013 TQ97
- 2013 TR97
- 2013 TT97
- 2013 TV97
- 2013 TX97
- 2013 TZ97
- 2013 TB98
- 2013 TC98
- 2013 TG98
- 2013 TJ98
- 2013 TL99
- 2013 TN99
- 2013 TO99
- 2013 TY99
- 2013 TD100
- 2013 TJ100
- 2013 TO100
- 2013 TP100
- 2013 TS100
- 2013 TT100
- 2013 TV100
- 2013 TY100
- 2013 TD101
- 2013 TX101
- 2013 TB102
- 2013 TD102
- 2013 TE102
- 2013 TF102
- 2013 TL102
- 2013 TS102
- 2013 TT102
- 2013 TW102
- 2013 TX102
- 2013 TZ102
- 2013 TB103
- 2013 TH103
- 2013 TK103
- 2013 TN103
- 2013 TR103
- 2013 TB104
- 2013 TC104
- 2013 TD104
- 2013 TJ104
- 2013 TL104
- 2013 TM104
- 2013 TR104
- 2013 TV104
- 2013 TY104
- 2013 TZ104
- 2013 TB105
- 2013 TK105
- 2013 TQ105
- 2013 TX105
- 2013 TB106
- 2013 TD106
- 2013 TE106
- 2013 TF106
- 2013 TL106
- 2013 TN106
- 2013 TS106
- 2013 TT106
- 2013 TU106
- 2013 TW106
- 2013 TY106
- 2013 TJ107
- 2013 TL107
- 2013 TM107
- 2013 TO107
- 2013 TP107
- 2013 TX107
- 2013 TC108
- 2013 TD108
- 2013 TP108
- 2013 TV108
- 2013 TD109
- 2013 TF109
- 2013 TU109
- 2013 TV109
- 2013 TY109
- 2013 TY110
- 2013 TH111
- 2013 TA112
- 2013 TB112
- 2013 TD112
- 2013 TS112
- 2013 TW112
- 2013 TM113
- 2013 TO113
- 2013 TS113
- 2013 TB114
- 2013 TD114
- 2013 TK114
- 2013 TP114
- 2013 TV114
- 2013 TB115
- 2013 TC115
- 2013 TK115
- 2013 TR115
- 2013 TS115
- 2013 TU115
- 2013 TV115
- 2013 TW115
- 2013 TY115
- 2013 TZ115
- 2013 TH116
- 2013 TL116
- 2013 TV116
- 2013 TZ116
- 2013 TA117
- 2013 TF117
- 2013 TG117
- 2013 TJ117
- 2013 TK117
- 2013 TO117
- 2013 TS117
- 2013 TT117
- 2013 TU117
- 2013 TX117
- 2013 TA118
- 2013 TK118
- 2013 TM118
- 2013 TP118
- 2013 TQ118
- 2013 TZ118
- 2013 TA119
- 2013 TH119
- 2013 TJ119
- 2013 TM119
- 2013 TN119
- 2013 TP119
- 2013 TQ119
- 2013 TX119
- 2013 TB120
- 2013 TJ120
- 2013 TT120
- 2013 TV120
- 2013 TB121
- 2013 TC121
- 2013 TL121
- 2013 TN121
- 2013 TR121
- 2013 TX121
- 2013 TD122
- 2013 TL122
- 2013 TM122
- 2013 TT122
- 2013 TV122
- 2013 TW122
- 2013 TX122
- 2013 TY122
- 2013 TM123
- 2013 TO123
- 2013 TQ123
- 2013 TT123
- 2013 TV123
- 2013 TA124
- 2013 TJ124
- 2013 TQ124
- 2013 TR124
- 2013 TS124
- 2013 TT124
- 2013 TZ124
- 2013 TG125
- 2013 TJ125
- 2013 TQ125
- 2013 TR125
- 2013 TS125
- 2013 TT125
- 2013 TU125
- 2013 TA126
- 2013 TB126
- 2013 TJ126
- 2013 TM126
- 2013 TN126
- 2013 TP126
- 2013 TE127
- 2013 TL127
- 2013 TM127
- 2013 TN127
- 2013 TQ127
- 2013 TS127
- 2013 TU127
- 2013 TA128
- 2013 TC128
- 2013 TD128
- 2013 TE128
- 2013 TL128
- 2013 TM128
- 2013 TX128
- 2013 TZ128
- 2013 TD129
- 2013 TS129
- 2013 TX129
- 2013 TY129
- 2013 TE130
- 2013 TK130
- 2013 TM130
- 2013 TW130
- 2013 TY130
- 2013 TG131
- 2013 TJ131
- 2013 TM131
- 2013 TN131
- 2013 TO131
- 2013 TW131
- 2013 TX131
- 2013 TF132
- 2013 TG132
- 2013 TN132
- 2013 TO132
- 2013 TQ132
- 2013 TR132
- 2013 TS132
- 2013 TT132
- 2013 TU132
- 2013 TV132
- 2013 TW132
- 2013 TH133
- 2013 TN133
- 2013 TO133
- 2013 TP133
- 2013 TT133
- 2013 TY133
- 2013 TZ133
- 2013 TL134
- 2013 TN134
- 2013 TY134
- 2013 TD135
- 2013 TE135
- 2013 TF135
- 2013 TG135
- 2013 TH135
- 2013 TJ135
- 2013 TK135
- 2013 TL135
- 2013 TM135
- 2013 TN135
- 2013 TP135
- 2013 TQ135
- 2013 TR135
- 2013 TS135
- 2013 TT135
- 2013 TU135
- 2013 TV135
- 2013 TW135
- 2013 TX135
- 2013 TZ135
- 2013 TA136
- 2013 TC136
- 2013 TD136
- 2013 TN136
- 2013 TV136
- 2013 TA137
- 2013 TG137
- 2013 TJ137
- 2013 TQ137
- 2013 TH138
- 2013 TN138
- 2013 TQ138
- 2013 TW138
- 2013 TY138
- 2013 TA139
- 2013 TZ139
- 2013 TA140
- 2013 TB140
- 2013 TE140
- 2013 TN140
- 2013 TO140
- 2013 TT140
- 2013 TU140
- 2013 TH141
- 2013 TM141
- 2013 TT141
- 2013 TD142
- 2013 TH142
- 2013 TL142
- 2013 TQ142
- 2013 TS142
- 2013 TV142
- 2013 TZ142
- 2013 TA143
- 2013 TK143
- 2013 TV143
- 2013 TX143
- 2013 TY143
- 2013 TB144
- 2013 TC144
- 2013 TF144
- 2013 TH144
- 2013 TL144
- 2013 TS144
- 2013 TV144
- 2013 TL145
- 2013 TO145
- 2013 TT146
- 2013 TU146
- 2013 TV146
- 2013 TB147
- 2013 TF147
- 2013 TL147
- 2013 TO147
- 2013 TT147
- 2013 TU147
- 2013 TY147
- 2013 TZ147
- 2013 TJ148
- 2013 TP148
- 2013 TQ148
- 2013 TS148
- 2013 TX148
- 2013 TH149
- 2013 TL149
- 2013 TN149
- 2013 TQ149
- 2013 TB150
- 2013 TE150
- 2013 TL150
- 2013 TN150
- 2013 TW150
- 2013 TF151
- 2013 TK151
- 2013 TL151
- 2013 TQ151
- 2013 TT151
- 2013 TW151
- 2013 TX151
- 2013 TE152
- 2013 TH152
- 2013 TS152
- 2013 TD153
- 2013 TE153
- 2013 TJ153
- 2013 TO153
- 2013 TS153
- 2013 TT153
- 2013 TU153
- 2013 TW153
- 2013 TB154
- 2013 TD154
- 2013 TF154
- 2013 TG154
- 2013 TK154
- 2013 TP154
- 2013 TS154
- 2013 TA155
- 2013 TC155
- 2013 TH155
- 2013 TL155
- 2013 TU155
- 2013 TV155
- 2013 TW155
- 2013 TC156
- 2013 TJ156
- 2013 TM156
- 2013 TS156
- 2013 TZ156
- 2013 TC157
- 2013 TJ157
- 2013 TL157
- 2013 TN157
- 2013 TR157
- 2013 TW157
- 2013 TX157
- 2013 TZ157
- 2013 TH158
- 2013 TJ158
- 2013 TK158
- 2013 TL158
- 2013 TO158
- 2013 TQ158
- 2013 TS158
- 2013 TX158
- 2013 TY158
- 2013 TZ158
- 2013 TA159
- 2013 TB159
- 2013 TC159
- 2013 TD159
- 2013 TE159
- 2013 TF159
- 2013 TH159
- 2013 TM159
- 2013 TN159
- 2013 TP159
- 2013 TX159
- 2013 TY159
- 2013 TA160
- 2013 TC160
- 2013 TF160
- 2013 TJ160
- 2013 TK160
- 2013 TQ160
- 2013 TR160
- 2013 TT160
- 2013 TU160
- 2013 TY160
- 2013 TA161
- 2013 TB161
- 2013 TC161
- 2013 TF161
- 2013 TH161
- 2013 TL161
- 2013 TM161
- 2013 TN161
- 2013 TS161
- 2013 TJ162
- 2013 TM162
- 2013 TD163
- 2013 TF163
- 2013 TP163
- 2013 TS163
- 2013 TC164
- 2013 TF164
- 2013 TL164
- 2013 TM164
- 2013 TO164
- 2013 TR164
- 2013 TG165
- 2013 TS165
- 2013 TZ165
- 2013 TA166
- 2013 TE166
- 2013 TF166
- 2013 TJ166
- 2013 TS166
- 2013 TW166
- 2013 TG167
- 2013 TJ167
- 2013 TM167
- 2013 TV167
- 2013 TN168
- 2013 TO168
- 2013 TG169
- 2013 TL169
- 2013 TN169
- 2013 TA170
- 2013 TK170
- 2013 TQ170
- 2013 TR170
- 2013 TM171
- 2013 TU171
- 2013 TX171
- 2013 TY171
- 2013 TZ171
- 2013 TA172
- 2013 TB172
- 2013 TC172
- 2013 TD172
- 2013 TE172
- 2013 TF172
- 2013 TG172
- 2013 TH172
- 2013 TJ172
- 2013 TK172
- 2013 TL172
- 2013 TM172
- 2013 TT172
- 2013 TU172
- 2013 TV172
- 2013 TD173
- 2013 TE173
- 2013 TH173
- 2013 TJ173
- 2013 TK173
- 2013 TM173
- 2013 TN173
- 2013 TQ173
- 2013 TR173
- 2013 TS173
- 2013 TT173
- 2013 TU173
- 2013 TX173
- 2013 TY173
- 2013 TA174
- 2013 TE174
- 2013 TG174
- 2013 TJ174
- 2013 TN174
- 2013 TO174
- 2013 TQ174
- 2013 TU174
- 2013 TV174
- 2013 TW174
- 2013 TX174
- 2013 TY174
- 2013 TC175
- 2013 TD175
- 2013 TE175
- 2013 TG175
- 2013 TH175
- 2013 TJ175
- 2013 TK175
- 2013 TN175
- 2013 TO175
- 2013 TP175
- 2013 TR175
- 2013 TS175
- 2013 TV175
- 2013 TW175
- 2013 TY175
- 2013 TZ175
- 2013 TA176
- 2013 TB176
- 2013 TC176
- 2013 TF176
- 2013 TG176
- 2013 TH176
- 2013 TJ176
- 2013 TM176
- 2013 TN176
- 2013 TO176
- 2013 TQ176
- 2013 TR176
- 2013 TV176
- 2013 TW176
- 2013 TX176
- 2013 TY176
- 2013 TZ176
- 2013 TB177
- 2013 TC177
- 2013 TE177
- 2013 TF177
- 2013 TH177
- 2013 TJ177
- 2013 TL177
- 2013 TN177
- 2013 TO177
- 2013 TQ177
- 2013 TT177
- 2013 TU177
- 2013 TV177
- 2013 TW177
- 2013 TX177
- 2013 TY177
- 2013 TZ177
- 2013 TA178
- 2013 TB178
- 2013 TF178
- 2013 TG178
- 2013 TK178
- 2013 TL178
- 2013 TM178
- 2013 TN178
- 2013 TO178
- 2013 TP178
- 2013 TQ178
- 2013 TR178
- 2013 TS178
- 2013 TT178
- 2013 TU178
- 2013 TV178
- 2013 TW178
- 2013 TX178
- 2013 TY178
- 2013 TZ178
- 2013 TB179
- 2013 TE179
- 2013 TF179
- 2013 TG179
- 2013 TH179
- 2013 TJ179
- 2013 TN179
- 2013 TO179
- 2013 TP179
- 2013 TQ179
- 2013 TR179
- 2013 TS179
- 2013 TT179
- 2013 TU179
- 2013 TV179
- 2013 TW179
- 2013 TY179
- 2013 TZ179
- 2013 TA180
- 2013 TB180
- 2013 TD180
- 2013 TE180
- 2013 TF180
- 2013 TG180
- 2013 TH180
- 2013 TJ180
- 2013 TK180
- 2013 TL180
- 2013 TM180
- 2013 TN180
- 2013 TP180
- 2013 TQ180
- 2013 TR180
- 2013 TS180
- 2013 TT180
- 2013 TV180
- 2013 TW180
- 2013 TX180
- 2013 TY180
- 2013 TZ180
- 2013 TC181
- 2013 TD181
- 2013 TE181
- 2013 TF181
- 2013 TG181
- 2013 TH181
- 2013 TJ181
- 2013 TL181
- 2013 TN181
- 2013 TO181
- 2013 TP181
- 2013 TQ181
- 2013 TR181
- 2013 TS181
- 2013 TU181
- 2013 TV181
- 2013 TW181
- 2013 TX181
- 2013 TZ181
- 2013 TE182
- 2013 TM182
- 2013 TN182
- 2013 TP182
- 2013 TS182
- 2013 TW182
- 2013 TX182
- 2013 TD183
- 2013 TE183
- 2013 TF183
- 2013 TH183
- 2013 TK183
- 2013 TL183
- 2013 TN183
- 2013 TO183
- 2013 TP183
- 2013 TS183
- 2013 TV183
- 2013 TY183
- 2013 TZ183
- 2013 TB184
- 2013 TD184
- 2013 TG184
- 2013 TH184
- 2013 TJ184
- 2013 TK184
- 2013 TM184
- 2013 TN184
- 2013 TO184
- 2013 TP184
- 2013 TQ184
- 2013 TR184
- 2013 TS184
- 2013 TU184
- 2013 TV184
- 2013 TW184
- 2013 TX184
- 2013 TY184
- 2013 TZ184
- 2013 TA185
- 2013 TB185
- 2013 TC185
- 2013 TD185
- 2013 TE185
- 2013 TF185
- 2013 TG185
- 2013 TH185
- 2013 TJ185
- 2013 TL185
- 2013 TM185
- 2013 TN185
- 2013 TP185
- 2013 TR185
- 2013 TS185
- 2013 TT185
- 2013 TU185
- 2013 TV185
- 2013 TW185
- 2013 TY185
- 2013 TZ185
- 2013 TA186
- 2013 TB186
- 2013 TC186
- 2013 TD186
- 2013 TE186
- 2013 TH186
- 2013 TJ186
- 2013 TK186
- 2013 TL186
- 2013 TM186
- 2013 TN186
- 2013 TO186
- 2013 TP186
- 2013 TR186
- 2013 TT186
- 2013 TV186
- 2013 TY186
- 2013 TZ186
- 2013 TA187
- 2013 TB187
- 2013 TC187
- 2013 TD187
- 2013 TE187
- 2013 TF187
- 2013 TG187
- 2013 TH187
- 2013 TJ187
- 2013 TK187
- 2013 TL187
- 2013 TM187
- 2013 TN187
- 2013 TO187
- 2013 TP187
- 2013 TQ187
- 2013 TR187
- 2013 TS187
- 2013 TT187
- 2013 TU187
- 2013 TV187
- 2013 TW187
- 2013 TX187
- 2013 TY187
- 2013 TZ187
- 2013 TB188
- 2013 TC188
- 2013 TD188
- 2013 TE188
- 2013 TF188
- 2013 TK188
- 2013 TL188
- 2013 TN188
- 2013 TO188
- 2013 TP188
- 2013 TQ188
- 2013 TR188
- 2013 TV188
- 2013 TX188
- 2013 TY188
- 2013 TZ188
- 2013 TA189
- 2013 TB189
- 2013 TC189
- 2013 TD189
- 2013 TE189
- 2013 TF189
- 2013 TG189
- 2013 TP189
- 2013 TQ189
- 2013 TR189
- 2013 TS189
- 2013 TT189
- 2013 TV189
- 2013 TW189
- 2013 TX189
- 2013 TY189
- 2013 TA190
- 2013 TB190
- 2013 TC190
- 2013 TD190
- 2013 TE190
- 2013 TF190
- 2013 TG190
- 2013 TH190
- 2013 TJ190
- 2013 TK190
- 2013 TQ190
- 2013 TR190
- 2013 TT190
- 2013 TV190
- 2013 TW190
- 2013 TX190
- 2013 TY190
- 2013 TA191
- 2013 TB191
- 2013 TC191
- 2013 TD191
- 2013 TF191
- 2013 TG191
- 2013 TJ191
- 2013 TK191
- 2013 TL191
- 2013 TM191
- 2013 TN191
- 2013 TO191
- 2013 TP191
- 2013 TQ191
- 2013 TR191
- 2013 TT191
- 2013 TU191
- 2013 TW191
- 2013 TX191
- 2013 TY191
- 2013 TZ191
- 2013 TB192
- 2013 TC192
- 2013 TD192
- 2013 TE192
- 2013 TF192
- 2013 TG192
- 2013 TH192
- 2013 TK192
- 2013 TL192
- 2013 TN192
- 2013 TO192
- 2013 TP192
- 2013 TQ192
- 2013 TR192
- 2013 TS192
- 2013 TT192
- 2013 TV192
- 2013 TW192
- 2013 TF193
- 2013 TG193
- 2013 TJ193
- 2013 TO193
- 2013 TS193
- 2013 TV193
- 2013 TW193
- 2013 TY193
- 2013 TZ193
- 2013 TA194
- 2013 TB194
- 2013 TC194
- 2013 TE194
- 2013 TF194
- 2013 TG194
- 2013 TH194
- 2013 TJ194
- 2013 TK194
- 2013 TL194
- 2013 TM194
- 2013 TN194
- 2013 TO194
- 2013 TP194
- 2013 TQ194
- 2013 TR194
- 2013 TU194
- 2013 TW194
- 2013 TX194
- 2013 TY194
- 2013 TZ194
- 2013 TB195
- 2013 TD195
- 2013 TE195
- 2013 TF195
- 2013 TG195
- 2013 TJ195
- 2013 TK195
- 2013 TM195
- 2013 TN195
- 2013 TO195
- 2013 TE196
- 2013 TN196
- 2013 TO196
- 2013 TP196
- 2013 TR196
- 2013 TS196
- 2013 TZ196
- 2013 TC197
- 2013 TF197
- 2013 TJ197
- 2013 TL197
- 2013 TQ197
- 2013 TS197
- 2013 TU197
- 2013 TV197
- 2013 TW197
- 2013 TX197
- 2013 TA198
- 2013 TB198
- 2013 TF198
- 2013 TH198
- 2013 TJ198
- 2013 TL198
- 2013 TM198
- 2013 TN198
- 2013 TP198
- 2013 TT198
- 2013 TV198
- 2013 TX198
- 2013 TZ198
- 2013 TB199
- 2013 TD199
- 2013 TE199
- 2013 TK199
- 2013 TM199
- 2013 TN199
- 2013 TO199
- 2013 TP199
- 2013 TR199
- 2013 TU199
- 2013 TV199
- 2013 TX199
- 2013 TZ199
- 2013 TA200
- 2013 TB200
- 2013 TD200
- 2013 TE200
- 2013 TF200
- 2013 TG200
- 2013 TM200
- 2013 TQ200
- 2013 TR200
- 2013 TX200
- 2013 TZ200
- 2013 TA201
- 2013 TB201
- 2013 TD201
- 2013 TE201
- 2013 TF201
- 2013 TG201
- 2013 TJ201
- 2013 TK201
- 2013 TL201
- 2013 TN201
- 2013 TP201
- 2013 TQ201
- 2013 TR201
- 2013 TU201
- 2013 TX201
- 2013 TZ201
- 2013 TA202
- 2013 TB202
- 2013 TC202
- 2013 TD202
- 2013 TE202
- 2013 TF202
- 2013 TG202
- 2013 TH202
- 2013 TK202
- 2013 TL202
- 2013 TM202
- 2013 TN202
- 2013 TO202
- 2013 TP202
- 2013 TR202
- 2013 TT202
- 2013 TU202
- 2013 TV202
- 2013 TW202
- 2013 TX202
- 2013 TY202
- 2013 TZ202
- 2013 TA203
- 2013 TB203
- 2013 TC203
- 2013 TD203
- 2013 TE203
- 2013 TF203
- 2013 TG203
- 2013 TH203
- 2013 TK203
- 2013 TL203
- 2013 TM203
- 2013 TN203
- 2013 TO203
- 2013 TP203
- 2013 TQ203
- 2013 TR203
- 2013 TU203
- 2013 TW203
- 2013 TA204
- 2013 TB204
- 2013 TH204
- 2013 TK204
- 2013 TO204
- 2013 TQ204
- 2013 TR204
- 2013 TY204
- 2013 TZ204
- 2013 TB205
- 2013 TD205
- 2013 TL205
- 2013 TM205
- 2013 TO205
- 2013 TP205
- 2013 TQ205
- 2013 TR205
- 2013 TS205
- 2013 TT205
- 2013 TV205
- 2013 TX205
- 2013 TZ205
- 2013 TA206
- 2013 TB206
- 2013 TC206
- 2013 TD206
- 2013 TE206
- 2013 TF206
- 2013 TG206
- 2013 TH206
- 2013 TJ206
- 2013 TK206
- 2013 TL206
- 2013 TM206
- 2013 TN206
- 2013 TO206
- 2013 TP206
- 2013 TQ206
- 2013 TR206
- 2013 TT206
- 2013 TU206
- 2013 TV206
- 2013 TY206
- 2013 TZ206
- 2013 TA207
- 2013 TE207
- 2013 TF207
- 2013 TG207
- 2013 TH207
- 2013 TJ207
- 2013 TK207
- 2013 TL207
- 2013 TN207
- 2013 TO207
- 2013 TQ207
- 2013 TR207
- 2013 TT207
- 2013 TU207
- 2013 TV207
- 2013 TW207
- 2013 TY207
- 2013 TZ207
- 2013 TA208
- 2013 TB208
- 2013 TC208
- 2013 TD208
- 2013 TF208
- 2013 TG208
- 2013 TH208
- 2013 TJ208
- 2013 TL208
- 2013 TM208
- 2013 TO208
- 2013 TP208
- 2013 TQ208
- 2013 TR208
- 2013 TT208
- 2013 TU208
- 2013 TW208
- 2013 TX208
- 2013 TY208
- 2013 TZ208
- 2013 TA209
- 2013 TB209
- 2013 TC209
- 2013 TE209
- 2013 TF209
- 2013 TG209
- 2013 TH209
- 2013 TJ209
- 2013 TK209
- 2013 TL209
- 2013 TM209
- 2013 TO209
- 2013 TR209
- 2013 TS209
- 2013 TT209
- 2013 TU209
- 2013 TV209
- 2013 TY209
- 2013 TA210
- 2013 TC210
- 2013 TF210
- 2013 TG210
- 2013 TH210
- 2013 TJ210
- 2013 TL210
- 2013 TM210
- 2013 TN210
- 2013 TO210
- 2013 TP210
- 2013 TQ210
- 2013 TR210
- 2013 TS210
- 2013 TT210
- 2013 TU210
- 2013 TV210
- 2013 TW210
- 2013 TX210
- 2013 TY210
- 2013 TA211
- 2013 TB211
- 2013 TC211
- 2013 TD211
- 2013 TE211
- 2013 TF211
- 2013 TG211
- 2013 TH211
- 2013 TJ211
- 2013 TK211
- 2013 TL211
- 2013 TM211
- 2013 TN211
- 2013 TP211
- 2013 TQ211
- 2013 TS211
- 2013 TT211
- 2013 TU211
- 2013 TV211
- 2013 TW211
- 2013 TX211
- 2013 TY211
- 2013 TZ211
- 2013 TA212
- 2013 TC212
- 2013 TD212
- 2013 TE212
- 2013 TF212
- 2013 TG212
- 2013 TJ212
- 2013 TN212
- 2013 TO212
- 2013 TP212
- 2013 TQ212
- 2013 TR212
- 2013 TS212
- 2013 TT212
- 2013 TU212
- 2013 TV212
- 2013 TW212
- 2013 TX212
- 2013 TZ212
- 2013 TB213
- 2013 TC213
- 2013 TD213
- 2013 TE213
- 2013 TF213
- 2013 TG213
- 2013 TH213
- 2013 TJ213
- 2013 TK213
- 2013 TL213
- 2013 TM213
- 2013 TN213
- 2013 TO213
- 2013 TP213
- 2013 TR213
- 2013 TS213
- 2013 TT213
- 2013 TU213
- 2013 TW213
- 2013 TY213
- 2013 TA214
- 2013 TB214
- 2013 TC214
- 2013 TD214
- 2013 TE214
- 2013 TF214
- 2013 TG214
- 2013 TH214
- 2013 TJ214
- 2013 TK214
- 2013 TL214
- 2013 TM214
- 2013 TN214
- 2013 TO214
- 2013 TP214
- 2013 TQ214
- 2013 TR214
- 2013 TS214
- 2013 TT214
- 2013 TU214
- 2013 TV214
- 2013 TW214
- 2013 TX214
- 2013 TY214
- 2013 TA215
- 2013 TB215
- 2013 TC215
- 2013 TD215
- 2013 TE215
- 2013 TF215
- 2013 TG215
- 2013 TH215
- 2013 TJ215
- 2013 TK215
- 2013 TL215
- 2013 TM215
- 2013 TN215
- 2013 TO215
- 2013 TP215
- 2013 TQ215
- 2013 TR215
- 2013 TT215
- 2013 TV215
- 2013 TW215
- 2013 TX215
- 2013 TY215
- 2013 TZ215
- 2013 TA216
- 2013 TB216
- 2013 TC216
- 2013 TD216
- 2013 TE216
- 2013 TG216
- 2013 TH216
- 2013 TK216
- 2013 TL216
- 2013 TM216
- 2013 TN216
- 2013 TO216
- 2013 TP216
- 2013 TR216
- 2013 TS216
- 2013 TT216
- 2013 TU216
- 2013 TV216
- 2013 TW216
- 2013 TX216
- 2013 TY216
- 2013 TZ216
- 2013 TB217
- 2013 TD217
- 2013 TE217
- 2013 TJ217
- 2013 TL217
- 2013 TM217
- 2013 TR217
- 2013 TT217
- 2013 TU217
- 2013 TV217
- 2013 TC218
- 2013 TK218
- 2013 TQ218
- 2013 TS218
- 2013 TT218
- 2013 TU218
- 2013 TW218
- 2013 TX218
- 2013 TZ218
- 2013 TA219
- 2013 TB219
- 2013 TD219
- 2013 TE219
- 2013 TF219
- 2013 TJ219
- 2013 TK219
- 2013 TM219
- 2013 TN219
- 2013 TP219
- 2013 TQ219
- 2013 TR219
- 2013 TS219
- 2013 TU219
- 2013 TW219
- 2013 TX219
- 2013 TY219
- 2013 TZ219
- 2013 TC220
- 2013 TD220
- 2013 TE220
- 2013 TK220
- 2013 TL220
- 2013 TR220
- 2013 TV220
- 2013 TW220
- 2013 TX220
- 2013 TZ220
- 2013 TB221
- 2013 TC221
- 2013 TE221
- 2013 TF221
- 2013 TG221
- 2013 TH221
- 2013 TJ221
- 2013 TK221
- 2013 TL221
- 2013 TM221
- 2013 TO221
- 2013 TP221
- 2013 TQ221
- 2013 TT221
- 2013 TU221
- 2013 TV221
- 2013 TW221
- 2013 TX221
- 2013 TY221
- 2013 TZ221
- 2013 TC222
- 2013 TD222
- 2013 TE222
- 2013 TF222
- 2013 TG222
- 2013 TJ222
- 2013 TK222
- 2013 TL222
- 2013 TM222
- 2013 TO222
- 2013 TQ222
- 2013 TR222
- 2013 TS222
- 2013 TT222
- 2013 TU222
- 2013 TV222
- 2013 TW222
- 2013 TX222
- 2013 TY222
- 2013 TZ222
- 2013 TB223
- 2013 TC223
- 2013 TE223
- 2013 TF223
- 2013 TG223
- 2013 TM223
- 2013 TN223
- 2013 TO223
- 2013 TP223
- 2013 TR223
- 2013 TS223
- 2013 TT223
- 2013 TU223
- 2013 TV223
- 2013 TX223
- 2013 TB224
- 2013 TF224
- 2013 TG224
- 2013 TM224
- 2013 TO224
- 2013 TP224
- 2013 TR224
- 2013 TS224
- 2013 TT224
- 2013 TU224
- 2013 TV224
- 2013 TY224
- 2013 TZ224
- 2013 TA225
- 2013 TB225
- 2013 TC225
- 2013 TD225
- 2013 TF225
- 2013 TG225
- 2013 TJ225
- 2013 TK225
- 2013 TL225
- 2013 TM225
- 2013 TO225
- 2013 TP225
- 2013 TS225
- 2013 TU225
- 2013 TV225
- 2013 TW225
- 2013 TX225
- 2013 TY225
- 2013 TZ225
- 2013 TB226
- 2013 TC226
- 2013 TE226
- 2013 TF226
- 2013 TH226
- 2013 TJ226
- 2013 TK226
- 2013 TL226
- 2013 TM226
- 2013 TN226
- 2013 TO226
- 2013 TP226
- 2013 TQ226
- 2013 TR226
- 2013 TS226
- 2013 TT226
- 2013 TW226
- 2013 TY226
- 2013 TB227
- 2013 TC227
- 2013 TD227
- 2013 TE227
- 2013 TJ227
- 2013 TK227
- 2013 TL227
- 2013 TM227
- 2013 TN227
- 2013 TP227
- 2013 TQ227
- 2013 TR227
- 2013 TS227
- 2013 TT227
- 2013 TU227
- 2013 TV227
- 2013 TX227
- 2013 TY227
- 2013 TZ227
- 2013 TA228
- 2013 TB228
- 2013 TC228
- 2013 TD228
- 2013 TE228
- 2013 TF228
- 2013 TG228
- 2013 TH228
- 2013 TJ228
- 2013 TK228
- 2013 TL228
- 2013 TM228
- 2013 TN228
- 2013 TO228
- 2013 TP228
- 2013 TQ228
- 2013 TS228
- 2013 TT228
- 2013 TU228
- 2013 TV228
- 2013 TW228
- 2013 TX228
- 2013 TY228
- 2013 TZ228
- 2013 TA229
- 2013 TB229
- 2013 TC229
- 2013 TD229
- 2013 TE229
- 2013 TF229
- 2013 TG229
- 2013 TH229
- 2013 TJ229
- 2013 TL229
- 2013 TM229
- 2013 TN229
- 2013 TO229
- 2013 TP229
- 2013 TQ229
- 2013 TR229
- 2013 TS229
- 2013 TT229
- 2013 TU229
- 2013 TW229
- 2013 TY229
- 2013 TA230
- 2013 TB230
- 2013 TC230
- 2013 TD230
- 2013 TF230
- 2013 TG230
- 2013 TH230
- 2013 TJ230
- 2013 TL230
- 2013 TO230
- 2013 TP230
- 2013 TQ230
- 2013 TR230
- 2013 TS230
- 2013 TT230
- 2013 TU230
- 2013 TV230
- 2013 TW230
- 2013 TX230
- 2013 TY230
- 2013 TZ230
- 2013 TA231
- 2013 TB231
- 2013 TC231
- 2013 TD231
- 2013 TE231
- 2013 TF231
- 2013 TG231
- 2013 TH231
- 2013 TJ231
- 2013 TK231
- 2013 TL231
- 2013 TM231
- 2013 TN231
- 2013 TO231
- 2013 TP231
- 2013 TQ231
- 2013 TR231
- 2013 TS231
- 2013 TT231
- 2013 TU231
- 2013 TV231
- 2013 TW231
- 2013 TX231
- 2013 TY231
- 2013 TA232
- 2013 TB232
- 2013 TC232
- 2013 TD232
- 2013 TE232
- 2013 TF232
- 2013 TG232
- 2013 TH232
- 2013 TJ232
- 2013 TL232
- 2013 TM232
- 2013 TN232
- 2013 TO232
- 2013 TP232
- 2013 TQ232
- 2013 TT232
- 2013 TU232
- 2013 TW232
- 2013 TX232
- 2013 TY232
- 2013 TZ232
- 2013 TA233
- 2013 TB233
- 2013 TC233
- 2013 TF233
- 2013 TG233
- 2013 TJ233
- 2013 TO233
- 2013 TP233
- 2013 TQ233
- 2013 TR233
- 2013 TS233
- 2013 TU233
- 2013 TV233
- 2013 TW233
- 2013 TX233
- 2013 TY233
- 2013 TZ233
- 2013 TA234
- 2013 TB234
- 2013 TC234
- 2013 TD234
- 2013 TE234
- 2013 TF234
- 2013 TG234
- 2013 TH234
- 2013 TJ234
- 2013 TK234
- 2013 TL234
- 2013 TM234
- 2013 TN234
- 2013 TO234
- 2013 TP234
- 2013 TQ234
- 2013 TR234
- 2013 TS234
- 2013 TT234
- 2013 TU234
- 2013 TW234
- 2013 TX234
- 2013 TY234
- 2013 TZ234
- 2013 TA235
- 2013 TB235
- 2013 TC235
- 2013 TE235
- 2013 TF235
- 2013 TG235
- 2013 TH235
- 2013 TK235
- 2013 TL235
- 2013 TM235
- 2013 TN235
- 2013 TO235
- 2013 TP235
- 2013 TR235
- 2013 TS235
- 2013 TT235
- 2013 TW235
- 2013 TX235
- 2013 TZ235
- 2013 TA236
- 2013 TE236
- 2013 TG236
- 2013 TJ236
- 2013 TK236
- 2013 TL236
- 2013 TM236
- 2013 TN236
- 2013 TQ236
- 2013 TR236
- 2013 TS236
- 2013 TT236
- 2013 TU236
- 2013 TV236
- 2013 TW236
- 2013 TX236
- 2013 TY236
- 2013 TZ236
- 2013 TA237
- 2013 TB237
- 2013 TC237
- 2013 TD237
- 2013 TF237
- 2013 TJ237
- 2013 TL237
- 2013 TM237
- 2013 TN237
- 2013 TO237
- 2013 TP237
- 2013 TQ237
- 2013 TR237
- 2013 TS237
- 2013 TT237
- 2013 TV237
- 2013 TW237
- 2013 TA238
- 2013 TB238
- 2013 TC238
- 2013 TD238
- 2013 TF238
- 2013 TH238
- 2013 TJ238
- 2013 TK238
- 2013 TL238
- 2013 TM238
- 2013 TN238
- 2013 TO238
- 2013 TP238
- 2013 TQ238
- 2013 TR238
- 2013 TS238
- 2013 TT238
- 2013 TU238
- 2013 TV238
- 2013 TW238
- 2013 TX238
- 2013 TY238
- 2013 TA239
- 2013 TB239
- 2013 TC239
- 2013 TD239
- 2013 TG239
- 2013 TH239
- 2013 TJ239
- 2013 TK239
- 2013 TL239
- 2013 TM239
- 2013 TN239
- 2013 TO239
- 2013 TP239
- 2013 TQ239
- 2013 TS239
- 2013 TT239
- 2013 TU239
- 2013 TV239
- 2013 TW239
- 2013 TX239
- 2013 TY239
- 2013 TZ239
- 2013 TA240
- 2013 TB240
- 2013 TC240
- 2013 TD240
- 2013 TE240
- 2013 TF240
- 2013 TG240
- 2013 TH240
- 2013 TJ240
- 2013 TK240
- 2013 TL240
- 2013 TN240
- 2013 TO240
- 2013 TP240
- 2013 TQ240
- 2013 TR240
- 2013 TS240
- 2013 TT240
- 2013 TU240
- 2013 TV240
- 2013 TW240
- 2013 TX240
- 2013 TY240
- 2013 TZ240
- 2013 TA241
- 2013 TB241
- 2013 TD241
- 2013 TE241
- 2013 TF241
- 2013 TG241
- 2013 TH241
- 2013 TK241
- 2013 TL241
- 2013 TM241
- 2013 TN241
- 2013 TO241
- 2013 TP241
- 2013 TQ241
- 2013 TR241
- 2013 TS241
- 2013 TT241
- 2013 TU241
- 2013 TV241
- 2013 TW241
- 2013 TX241
- 2013 TZ241
- 2013 TA242
- 2013 TB242
- 2013 TC242
- 2013 TD242
- 2013 TE242
- 2013 TF242
- 2013 TH242
- 2013 TJ242
- 2013 TK242
- 2013 TL242
- 2013 TM242
- 2013 TN242
- 2013 TO242
- 2013 TP242
- 2013 TR242
- 2013 TT242
- 2013 TU242
- 2013 TV242
- 2013 TW242
- 2013 TX242
- 2013 TY242
- 2013 TZ242
- 2013 TA243
- 2013 TB243
- 2013 TC243
- 2013 TD243
- 2013 TE243
- 2013 TF243
- 2013 TH243
- 2013 TJ243
- 2013 TK243
- 2013 TM243
- 2013 TN243
- 2013 TO243
- 2013 TP243
- 2013 TQ243
- 2013 TR243
- 2013 TS243
- 2013 TT243
- 2013 TV243
- 2013 TW243
- 2013 TX243
- 2013 TY243
- 2013 TC244
- 2013 TD244
- 2013 TF244
- 2013 TG244
- 2013 TH244
- 2013 TJ244
- 2013 TK244
- 2013 TM244
- 2013 TN244
- 2013 TO244
- 2013 TP244
- 2013 TQ244
- 2013 TR244
- 2013 TS244
- 2013 TT244
- 2013 TU244
- 2013 TV244
- 2013 TW244
- 2013 TA245
- 2013 TB245
- 2013 TC245
- 2013 TD245
- 2013 TE245
- 2013 TF245
- 2013 TG245
- 2013 TH245
- 2013 TJ245
- 2013 TK245
- 2013 TL245
- 2013 TM245
- 2013 TN245
- 2013 TO245
- 2013 TP245
- 2013 TQ245
- 2013 TR245
- 2013 TT245
- 2013 TU245
- 2013 TV245
- 2013 TW245
- 2013 TX245
- 2013 TY245
- 2013 TZ245
- 2013 TA246
- 2013 TB246
- 2013 TC246
- 2013 TD246
- 2013 TE246
- 2013 TF246
- 2013 TG246
- 2013 TH246
- 2013 TJ246
- 2013 TK246
- 2013 TL246
- 2013 TM246
- 2013 TN246
- 2013 TO246
- 2013 TP246
- 2013 TQ246
- 2013 TR246
- 2013 TS246
- 2013 TT246
- 2013 TU246
- 2013 TV246
- 2013 TW246
- 2013 TX246
- 2013 TY246
- 2013 TZ246
- 2013 TA247
- 2013 TB247
- 2013 TC247
- 2013 TD247
- 2013 TE247
- 2013 TF247
- 2013 TG247
- 2013 TH247
- 2013 TJ247
- 2013 TL247
- 2013 TM247
- 2013 TN247
- 2013 TO247
- 2013 TP247
- 2013 TQ247
- 2013 TS247
- 2013 TT247
- 2013 TU247
- 2013 TV247
- 2013 TW247
- 2013 TX247
- 2013 TY247
- 2013 TZ247
- 2013 TC248
- 2013 TD248
- 2013 TE248
- 2013 TF248
- 2013 TG248
- 2013 TH248
- 2013 TK248
- 2013 TL248
- 2013 TO248
- 2013 TP248
- 2013 TQ248
- 2013 TR248
- 2013 TS248
- 2013 TT248
- 2013 TU248
- 2013 TV248
- 2013 TW248
- 2013 TX248
- 2013 TY248
- 2013 TZ248
- 2013 TB249
- 2013 TC249
- 2013 TD249
- 2013 TE249
- 2013 TF249
- 2013 TG249
- 2013 TH249
- 2013 TJ249
- 2013 TK249
- 2013 TL249
- 2013 TM249
- 2013 TN249
- 2013 TO249
- 2013 TQ249
- 2013 TR249
- 2013 TT249
- 2013 TU249
- 2013 TV249
- 2013 TW249
- 2013 TY249
- 2013 TZ249
- 2013 TA250
- 2013 TB250
- 2013 TC250
- 2013 TD250
- 2013 TE250
- 2013 TF250
- 2013 TG250
- 2013 TH250
- 2013 TJ250
- 2013 TK250
- 2013 TL250
- 2013 TM250
- 2013 TN250
- 2013 TO250
- 2013 TP250
- 2013 TQ250
- 2013 TR250
- 2013 TS250
- 2013 TT250
- 2013 TU250
- 2013 TW250
- 2013 TX250
- 2013 TY250
- 2013 TZ250
- 2013 TA251
- 2013 TC251
- 2013 TD251
- 2013 TE251
- 2013 TF251
- 2013 TG251
- 2013 TJ251
- 2013 TK251
- 2013 TL251
- 2013 TM251
- 2013 TN251
- 2013 TO251
- 2013 TP251
- 2013 TQ251
- 2013 TR251
- 2013 TS251
- 2013 TU251
- 2013 TV251
- 2013 TW251
- 2013 TX251
- 2013 TY251
- 2013 TZ251
- 2013 TA252
- 2013 TB252
- 2013 TC252
- 2013 TD252
- 2013 TE252
- 2013 TF252
- 2013 TG252
- 2013 TH252
- 2013 TL252
- 2013 TM252
- 2013 TO252
- 2013 TR252
- 2013 TS252
- 2013 TT252
- 2013 TU252
- 2013 TV252
- 2013 TW252
- 2013 TX252
- 2013 TY252
- 2013 TZ252
- 2013 TA253
- 2013 TB253
- 2013 TC253
- 2013 TD253
- 2013 TE253
- 2013 TF253
- 2013 TG253
- 2013 TH253
- 2013 TJ253
- 2013 TK253
- 2013 TL253
- 2013 TM253
- 2013 TN253
- 2013 TO253
- 2013 TP253
- 2013 TQ253
- 2013 TR253
- 2013 TS253
- 2013 TT253
- 2013 TU253
- 2013 TV253
- 2013 TW253
- 2013 TX253
- 2013 TY253
- 2013 TA254
- 2013 TB254
- 2013 TC254
- 2013 TD254
- 2013 TE254
- 2013 TF254
- 2013 TG254
- 2013 TH254
- 2013 TJ254
- 2013 TK254
- 2013 TL254
- 2013 TM254
- 2013 TN254
- 2013 TO254
- 2013 TP254
- 2013 TQ254
- 2013 TR254
- 2013 TS254
- 2013 TT254
- 2013 TU254
- 2013 TV254
- 2013 TW254
- 2013 TX254
- 2013 TY254
- 2013 TA255
- 2013 TB255
- 2013 TD255
- 2013 TE255
- 2013 TF255
- 2013 TG255
- 2013 TH255
- 2013 TJ255
- 2013 TL255
- 2013 TM255
- 2013 TO255
- 2013 TP255
- 2013 TQ255
- 2013 TR255
- 2013 TS255
- 2013 TT255
- 2013 TU255
- 2013 TV255
- 2013 TW255
- 2013 TX255
- 2013 TY255
- 2013 TA256
- 2013 TB256
- 2013 TC256
- 2013 TE256
- 2013 TG256
- 2013 TH256
- 2013 TJ256
- 2013 TK256
- 2013 TL256
- 2013 TM256
- 2013 TO256
- 2013 TP256
- 2013 TQ256
- 2013 TR256
- 2013 TS256
- 2013 TU256
- 2013 TV256
- 2013 TW256
- 2013 TX256
- 2013 TZ256
- 2013 TB257
- 2013 TC257
- 2013 TD257
- 2013 TE257
- 2013 TF257
- 2013 TG257
- 2013 TH257
- 2013 TJ257
- 2013 TK257
- 2013 TL257
- 2013 TN257
- 2013 TO257
- 2013 TQ257
- 2013 TR257
- 2013 TS257
- 2013 TT257
- 2013 TU257
- 2013 TV257
- 2013 TW257
- 2013 TX257
- 2013 TY257
- 2013 TZ257
- 2013 TA258
- 2013 TB258
- 2013 TC258
- 2013 TE258
- 2013 TF258
- 2013 TG258
- 2013 TH258
- 2013 TJ258
- 2013 TK258
- 2013 TL258
- 2013 TM258
- 2013 TO258
- 2013 TP258
- 2013 TQ258
- 2013 TR258
- 2013 TS258
- 2013 TT258
- 2013 TU258
- 2013 TV258
- 2013 TW258
- 2013 TX258
- 2013 TY258
- 2013 TZ258
- 2013 TA259
- 2013 TB259
- 2013 TD259
- 2013 TE259
- 2013 TF259
- 2013 TG259
- 2013 TH259
- 2013 TJ259
- 2013 TK259
- 2013 TL259
- 2013 TM259
- 2013 TN259
- 2013 TO259
- 2013 TP259
- 2013 TQ259
- 2013 TR259
- 2013 TS259
- 2013 TU259
- 2013 TV259
- 2013 TW259
- 2013 TX259
- 2013 TY259
- 2013 TZ259
- 2013 TA260
- 2013 TB260
- 2013 TC260
- 2013 TD260
- 2013 TE260
- 2013 TF260
- 2013 TG260
- 2013 TH260
- 2013 TJ260
- 2013 TK260
- 2013 TL260
- 2013 TM260
- 2013 TN260
- 2013 TO260
- 2013 TP260
- 2013 TQ260
- 2013 TR260
- 2013 TS260
- 2013 TT260
- 2013 TU260
- 2013 TV260
- 2013 TW260
- 2013 TX260
- 2013 TY260
- 2013 TZ260
- 2013 TA261
- 2013 TB261
- 2013 TC261
- 2013 TD261
- 2013 TE261
- 2013 TF261
- 2013 TH261
- 2013 TJ261
- 2013 TK261
- 2013 TM261
- 2013 TN261
- 2013 TO261
- 2013 TP261
- 2013 TQ261
- 2013 TR261
- 2013 TS261
- 2013 TT261
- 2013 TU261
- 2013 TV261
- 2013 TW261
- 2013 TX261
- 2013 TY261
- 2013 TA262
- 2013 TB262
- 2013 TC262
- 2013 TD262
- 2013 TE262
- 2013 TF262
- 2013 TG262
- 2013 TH262
- 2013 TJ262
- 2013 TK262
- 2013 TL262
- 2013 TM262
- 2013 TN262
- 2013 TO262
- 2013 TP262
- 2013 TQ262
- 2013 TR262
- 2013 TU262
- 2013 TV262
- 2013 TW262
- 2013 TY262
- 2013 TZ262
- 2013 TA263
- 2013 TB263
- 2013 TC263
- 2013 TD263
- 2013 TE263
- 2013 TF263
- 2013 TG263
- 2013 TH263
- 2013 TJ263
- 2013 TK263
- 2013 TL263
- 2013 TM263
- 2013 TO263
- 2013 TP263
- 2013 TQ263
- 2013 TR263
- 2013 TS263
- 2013 TT263
- 2013 TU263
- 2013 TV263
- 2013 TW263
- 2013 TY263
- 2013 TZ263
- 2013 TA264
- 2013 TB264
- 2013 TC264
- 2013 TD264
- 2013 TE264
- 2013 TF264
- 2013 TG264
- 2013 TH264
- 2013 TJ264
- 2013 TK264
- 2013 TL264
- 2013 TM264
- 2013 TN264
- 2013 TO264
- 2013 TP264
- 2013 TQ264
- 2013 TR264
- 2013 TS264
- 2013 TT264
- 2013 TU264
- 2013 TW264
- 2013 TX264
- 2013 TY264
- 2013 TA265
- 2013 TB265
- 2013 TC265
- 2013 TF265
- 2013 TG265
- 2013 TH265
- 2013 TJ265
- 2013 TK265
- 2013 TL265
- 2013 TM265
- 2013 TN265
- 2013 TO265
- 2013 TP265
- 2013 TQ265
- 2013 TR265
- 2013 TS265
- 2013 TT265
- 2013 TU265
- 2013 TX265
- 2013 TY265
- 2013 TZ265
- 2013 TA266
- 2013 TB266
- 2013 TC266
- 2013 TD266
- 2013 TE266
- 2013 TF266
- 2013 TG266
- 2013 TH266
- 2013 TJ266
- 2013 TK266
- 2013 TL266
- 2013 TM266
- 2013 TN266
- 2013 TO266
- 2013 TP266
- 2013 TQ266
- 2013 TR266
- 2013 TS266
- 2013 TT266
- 2013 TU266
- 2013 TV266
- 2013 TW266
- 2013 TY266
- 2013 TZ266
- 2013 TA267
- 2013 TB267
- 2013 TC267
- 2013 TD267
- 2013 TE267
- 2013 TF267
- 2013 TG267
- 2013 TH267
- 2013 TJ267
- 2013 TK267
- 2013 TL267
- 2013 TM267
- 2013 TN267
- 2013 TO267
- 2013 TP267
- 2013 TQ267
- 2013 TR267
- 2013 TS267
- 2013 TT267
- 2013 TU267
- 2013 TV267
- 2013 TW267
- 2013 TX267
- 2013 TY267
- 2013 TZ267
- 2013 TA268
- 2013 TB268
- 2013 TC268
- 2013 TD268
- 2013 TE268
- 2013 TF268
- 2013 TG268
- 2013 TH268
- 2013 TJ268
- 2013 TK268
- 2013 TL268
- 2013 TM268
- 2013 TN268
- 2013 TO268
- 2013 TP268
- 2013 TQ268
- 2013 TR268
- 2013 TS268
- 2013 TT268
- 2013 TU268
- 2013 TV268
- 2013 TW268
- 2013 TX268
- 2013 TY268
- 2013 TA269
- 2013 TB269
- 2013 TC269
- 2013 TD269
- 2013 TE269
- 2013 TF269
- 2013 TG269
- 2013 TH269
- 2013 TJ269
- 2013 TK269
- 2013 TL269
- 2013 TM269
- 2013 TN269
- 2013 TO269
- 2013 TP269
- 2013 TQ269
- 2013 TR269
- 2013 TS269
- 2013 TT269
- 2013 TU269
- 2013 TV269
- 2013 TX269
- 2013 TY269
- 2013 TZ269
- 2013 TA270
- 2013 TB270
- 2013 TC270
- 2013 TD270
- 2013 TF270
- 2013 TG270
- 2013 TH270
- 2013 TJ270
- 2013 TK270
- 2013 TL270
- 2013 TM270
- 2013 TN270
- 2013 TO270
- 2013 TP270
- 2013 TQ270
- 2013 TR270
- 2013 TS270
- 2013 TT270
- 2013 TU270
- 2013 TV270
- 2013 TW270
- 2013 TX270
- 2013 TY270
- 2013 TZ270
- 2013 TA271
- 2013 TC271
- 2013 TD271
- 2013 TE271
- 2013 TF271
- 2013 TG271
- 2013 TH271
- 2013 TK271
- 2013 TL271
- 2013 TM271
- 2013 TN271
- 2013 TO271
- 2013 TP271
- 2013 TQ271
- 2013 TR271
- 2013 TS271
- 2013 TT271
- 2013 TU271
- 2013 TV271
- 2013 TW271
- 2013 TX271
- 2013 TY271
- 2013 TZ271
- 2013 TA272
- 2013 TB272
- 2013 TC272
- 2013 TD272
- 2013 TF272
- 2013 TG272
- 2013 TH272
- 2013 TJ272
- 2013 TK272
- 2013 TM272
- 2013 TN272
- 2013 TO272
- 2013 TP272
- 2013 TQ272
- 2013 TR272
- 2013 TS272
- 2013 TT272
- 2013 TV272
- 2013 TW272
- 2013 TX272
- 2013 TA273
- 2013 TB273
- 2013 TC273
- 2013 TD273
- 2013 TE273
- 2013 TF273
- 2013 TG273
- 2013 TH273
- 2013 TJ273
- 2013 TK273
- 2013 TL273
- 2013 TM273
- 2013 TN273
- 2013 TO273
- 2013 TP273
- 2013 TQ273
- 2013 TS273
- 2013 TT273
- 2013 TV273
- 2013 TW273
- 2013 TX273
- 2013 TY273
- 2013 TZ273
- 2013 TA274
- 2013 TB274
- 2013 TC274
- 2013 TD274
- 2013 TE274
- 2013 TF274
- 2013 TG274
- 2013 TH274
- 2013 TJ274
- 2013 TK274
- 2013 TL274
- 2013 TM274
- 2013 TN274
- 2013 TO274
- 2013 TP274
- 2013 TQ274
- 2013 TS274
- 2013 TT274
- 2013 TU274
- 2013 TV274
- 2013 TW274
- 2013 TX274
- 2013 TY274
- 2013 TZ274
- 2013 TA275
- 2013 TB275
- 2013 TC275
- 2013 TD275
- 2013 TE275
- 2013 TF275
- 2013 TG275
- 2013 TH275
- 2013 TJ275
- 2013 TL275
- 2013 TM275
- 2013 TN275
- 2013 TO275
- 2013 TP275
- 2013 TQ275
- 2013 TR275
- 2013 TS275
- 2013 TT275
- 2013 TU275
- 2013 TV275
- 2013 TW275
- 2013 TX275
- 2013 TY275
- 2013 TZ275
- 2013 TA276
- 2013 TC276
- 2013 TD276
- 2013 TE276
- 2013 TF276
- 2013 TG276
- 2013 TH276
- 2013 TJ276
- 2013 TK276
- 2013 TL276
- 2013 TM276
- 2013 TN276
- 2013 TO276
- 2013 TQ276
- 2013 TR276
- 2013 TS276
- 2013 TT276
- 2013 TU276
- 2013 TV276
- 2013 TW276
- 2013 TX276
- 2013 TY276
- 2013 TZ276
- 2013 TA277
- 2013 TB277
- 2013 TC277
- 2013 TD277
- 2013 TE277
- 2013 TF277
- 2013 TG277
- 2013 TH277
- 2013 TJ277
- 2013 TK277
- 2013 TL277
- 2013 TM277
- 2013 TN277
- 2013 TO277
- 2013 TP277
- 2013 TQ277
- 2013 TR277
- 2013 TS277
- 2013 TT277
- 2013 TU277
- 2013 TV277
- 2013 TW277
- 2013 TX277
- 2013 TY277
- 2013 TZ277
- 2013 TA278
- 2013 TB278
- 2013 TC278
- 2013 TD278
- 2013 TE278
- 2013 TF278
- 2013 TG278
- 2013 TH278
- 2013 TJ278
- 2013 TK278
- 2013 TL278
- 2013 TM278
- 2013 TN278
- 2013 TO278
- 2013 TP278
- 2013 TQ278
- 2013 TR278
- 2013 TS278
- 2013 TT278
- 2013 TV278
- 2013 TW278
- 2013 TX278
- 2013 TY278
- 2013 TZ278
- 2013 TA279
- 2013 TB279
- 2013 TC279
- 2013 TD279
- 2013 TE279
- 2013 TF279
- 2013 TG279
- 2013 TH279
- 2013 TJ279
- 2013 TK279
- 2013 TL279
- 2013 TM279
- 2013 TN279
- 2013 TO279
- 2013 TP279
- 2013 TQ279
- 2013 TR279
- 2013 TS279
- 2013 TT279
- 2013 TU279
- 2013 TV279
- 2013 TW279
- 2013 TX279
- 2013 TZ279
- 2013 TA280
- 2013 TB280
- 2013 TC280
- 2013 TD280
- 2013 TE280
- 2013 TF280
- 2013 TG280
- 2013 TH280
- 2013 TJ280
- 2013 TK280
- 2013 TL280
- 2013 TM280
- 2013 TN280
- 2013 TO280
- 2013 TP280
- 2013 TQ280
- 2013 TR280
- 2013 TS280
- 2013 TT280
- 2013 TU280
- 2013 TV280
- 2013 TW280
- 2013 TX280
- 2013 TY280
- 2013 TZ280
- 2013 TA281
- 2013 TB281
- 2013 TC281
- 2013 TE281
- 2013 TF281
- 2013 TG281
- 2013 TH281
- 2013 TJ281
- 2013 TK281
- 2013 TL281
- 2013 TM281
- 2013 TN281
- 2013 TO281
- 2013 TQ281
- 2013 TR281
- 2013 TS281
- 2013 TT281
- 2013 TU281
- 2013 TV281
- 2013 TW281
- 2013 TX281
- 2013 TY281
- 2013 TA282
- 2013 TB282
- 2013 TC282
- 2013 TD282
- 2013 TE282
- 2013 TF282
- 2013 TG282
- 2013 TH282
- 2013 TJ282
- 2013 TK282
- 2013 TL282
- 2013 TM282
- 2013 TN282
- 2013 TO282
- 2013 TP282
- 2013 TQ282
- 2013 TS282
- 2013 TT282
- 2013 TU282
- 2013 TW282
- 2013 TX282
- 2013 TY282
- 2013 TZ282
- 2013 TA283
- 2013 TB283
- 2013 TC283
- 2013 TD283
- 2013 TE283
- 2013 TF283
- 2013 TG283
- 2013 TH283
- 2013 TJ283
- 2013 TK283
- 2013 TL283
- 2013 TM283
- 2013 TN283
- 2013 TO283
- 2013 TP283
- 2013 TQ283
- 2013 TR283
- 2013 TS283
- 2013 TT283
- 2013 TU283
- 2013 TV283
- 2013 TW283
- 2013 TX283
- 2013 TY283
- 2013 TZ283
- 2013 TA284
- 2013 TB284
- 2013 TC284
- 2013 TD284
- 2013 TE284
- 2013 TF284
- 2013 TG284
- 2013 TH284
- 2013 TJ284
- 2013 TK284
- 2013 TL284
- 2013 TM284
- 2013 TN284
- 2013 TP284
- 2013 TQ284
- 2013 TR284
- 2013 TS284
- 2013 TT284
- 2013 TU284
- 2013 TV284
- 2013 TW284
- 2013 TX284
- 2013 TY284
- 2013 TZ284
- 2013 TA285
- 2013 TB285
- 2013 TC285
- 2013 TD285
- 2013 TE285
- 2013 TF285
- 2013 TG285
- 2013 TH285
- 2013 TJ285
- 2013 TK285
- 2013 TL285
- 2013 TM285
- 2013 TN285
- 2013 TO285
- 2013 TP285
- 2013 TQ285
- 2013 TR285
- 2013 TS285
- 2013 TT285
- 2013 TU285
- 2013 TW285
- 2013 TX285
- 2013 TY285
- 2013 TZ285

### Du 16 au 31 octobre 2013
- 2013 UA
- 2013 UB
- 2013 UC
- 2013 UF
- 2013 UH
- 2013 UK
- 2013 UQ
- 2013 US
- 2013 UU
- 2013 UX
- 2013 UY
- 2013 UZ
- 2013 UA1
- 2013 UB1
- 2013 UC1
- 2013 UD1
- 2013 UE1
- 2013 UG1
- 2013 UJ1
- 2013 UN1
- 2013 UP1
- 2013 UQ1
- 2013 UR1
- 2013 US1
- 2013 UT1
- 2013 UU1
- 2013 UC2
- 2013 UD2
- 2013 UF2
- 2013 UL2
- 2013 UN2
- 2013 UQ2
- 2013 US2
- 2013 UX2
- 2013 UY2
- 2013 UB3
- 2013 UC3
- 2013 UF3
- 2013 UL3
- 2013 UM3
- 2013 UN3
- 2013 US3
- 2013 UT3
- 2013 UV3
- 2013 UW3
- 2013 UB4
- 2013 UC4
- 2013 UD4
- 2013 UF4
- 2013 UH4
- 2013 UL4
- 2013 UM4
- 2013 UN4
- 2013 UR4
- 2013 US4
- 2013 UT4
- 2013 UU4
- 2013 UC5
- 2013 UE5
- 2013 UF5
- 2013 UH5
- 2013 UJ5
- 2013 UK5
- 2013 UL5
- 2013 UM5
- 2013 UN5
- 2013 UO5
- 2013 UP5
- 2013 UQ5
- 2013 UR5
- 2013 UK7
- 2013 UA8
- 2013 UC8
- 2013 UF8
- 2013 UN8
- 2013 UO8
- 2013 UQ8
- 2013 UR8
- 2013 US8
- 2013 UU8
- 2013 UW8
- 2013 UX8
- 2013 UZ8
- 2013 UA9
- 2013 UB9
- 2013 UE9
- 2013 UG9
- 2013 UH9
- 2013 UJ9
- 2013 UK9
- 2013 UL9
- 2013 UM9
- 2013 UN9
- 2013 UO9
- 2013 UQ9
- 2013 UY9
- 2013 UF10
- 2013 UG10
- 2013 UH10
- 2013 UJ10
- 2013 UK10
- 2013 UM10
- 2013 UN10
- 2013 UT10
- 2013 UV10
- 2013 UZ10
- 2013 UF11
- 2013 UR11
- 2013 UT11
- 2013 UA12
- 2013 UW12
- 2013 UB13
- 2013 UN13
- 2013 UQ13
- 2013 UV13
- 2013 UM14
- 2013 UZ14
- 2013 UA15
- 2013 UH15
- 2013 UJ15
- 2013 UK15
- 2013 UN15
- 2013 UO15
- 2013 UP15
- 2013 UQ15
- 2013 UR15
- 2013 US15
- 2013 UU15
- 2013 UW15
- 2013 UA16
- 2013 UC16
- 2013 UE16
- 2013 UH16
- 2013 UJ16
- 2013 UK16
- 2013 UL16
- 2013 UN16
- 2013 UW16
- 2013 UX16
- 2013 UY16
- 2013 UZ16
- 2013 UA17
- 2013 UB17
- 2013 UC17
- 2013 UD17
- 2013 UE17
- 2013 UF17
- 2013 UG17
- 2013 UH17
- 2013 UJ17
- 2013 UK17
- 2013 UL17
- 2013 UM17
- 2013 UN17
- 2013 UO17
- 2013 UP17
- 2013 UQ17
- 2013 UR17
- 2013 US17
- 2013 UT17
- 2013 UU17
- 2013 UV17
- 2013 UW17
- 2013 UX17
- 2013 UY17
- 2013 UZ17
- 2013 UA18
- 2013 UB18
- 2013 UC18
- 2013 UD18
- 2013 UE18
- 2013 UF18
- 2013 UG18
- 2013 UV18
- 2013 UW18
- 2013 UX18
- 2013 UO19
- 2013 UT19
- 2013 UX19
- 2013 UA20
- 2013 UC20
- 2013 UO20
- 2013 UC21
- 2013 UN21
- 2013 UX21
- 2013 UJ22
- 2013 UN22
- 2013 UR22
- 2013 UT22
- 2013 UZ22
- 2013 UB23
- 2013 UC23
- 2013 UG23
- 2013 UH23
- 2013 UJ23
- 2013 UM23
- 2013 UN23
- 2013 UO23
- 2013 UQ23
- 2013 UR23
- 2013 UT23
- 2013 UV23
- 2013 UW23
- 2013 UX23
- 2013 UZ23
- 2013 UB24
- 2013 UD24
- 2013 UJ24
- 2013 UK24
- 2013 UL24
- 2013 UM24
- 2013 UQ24
- 2013 UT24
- 2013 UV24
- 2013 UW24
- 2013 UX24
- 2013 UY24
- 2013 UZ24
- 2013 UA25
- 2013 UB25
- 2013 UD25
- 2013 UE25
- 2013 UF25
- 2013 UJ25
- 2013 UK25
- 2013 UM25
- 2013 UN25
- 2013 UP25
- 2013 UQ25
- 2013 US25
- 2013 UT25
- 2013 UU25
- 2013 UV25
- 2013 UW25
- 2013 UX25
- 2013 UY25
- 2013 UZ25
- 2013 UA26
- 2013 UB26
- 2013 UE26
- 2013 UF26
- 2013 UG26
- 2013 UH26
- 2013 UJ26
- 2013 UK26
- 2013 UL26
- 2013 UM26
- 2013 UN26
- 2013 UO26
- 2013 UP26
- 2013 UR26
- 2013 US26
- 2013 UT26
- 2013 UU26
- 2013 UV26
- 2013 UW26
- 2013 UX26
- 2013 UY26
- 2013 UA27
- 2013 UB27
- 2013 UC27
- 2013 UD27
- 2013 UE27
- 2013 UF27
- 2013 UG27
- 2013 UH27
- 2013 UJ27
- 2013 UK27
- 2013 UL27
- 2013 UM27
- 2013 UN27
- 2013 UO27
- 2013 UQ27
- 2013 UR27
- 2013 US27
- 2013 UT27
- 2013 UV27
- 2013 UW27
- 2013 UX27
- 2013 UY27
- 2013 UZ27
- 2013 UB28
- 2013 UC28
- 2013 UD28
- 2013 UG28
- 2013 UH28
- 2013 UM28
- 2013 US28
- 2013 UT28
- 2013 UU28
- 2013 UV28
- 2013 UZ28
- 2013 UH29
- 2013 UJ29
- 2013 UM29
- 2013 UQ29
- 2013 UR29
- 2013 US29
- 2013 UT29
- 2013 UV29
- 2013 UW29
- 2013 UX29
- 2013 UY29
- 2013 UZ29
- 2013 UG30
- 2013 UH30
- 2013 UM30
- 2013 UN30
- 2013 UO30
- 2013 UP30
- 2013 UQ30
- 2013 US30
- 2013 UU30
- 2013 UV30
- 2013 UW30
- 2013 UX30
- 2013 UY30
- 2013 UZ30
- 2013 UA31
- 2013 UD31
- 2013 UE31
- 2013 UF31
- 2013 UG31
- 2013 UH31
- 2013 UM31
- 2013 UP31
- 2013 UQ31
- 2013 UR31
- 2013 US31
- 2013 UT31
- 2013 UU31
- 2013 UX31
- 2013 UY31
- 2013 UA32
- 2013 UH32
- 2013 UL32
- 2013 UM32
- 2013 UP32
- 2013 UQ32
- 2013 UR32
- 2013 UV32
- 2013 UW32
- 2013 UB33
- 2013 UC33
- 2013 UE33
- 2013 UG33
- 2013 UK33
- 2013 UL33
- 2013 UO33
- 2013 UP33
- 2013 UQ33
- 2013 US33
- 2013 UP34
- 2013 UQ34
- 2013 UR34
- 2013 UX34
- 2013 UY34
- 2013 UZ34
- 2013 UA35
- 2013 UE35
- 2013 UF35
- 2013 UG35
- 2013 UJ35
- 2013 UK35
- 2013 UP35
- 2013 UQ35
- 2013 UR35
- 2013 US35
- 2013 UT35
- 2013 UU35
- 2013 UV35
- 2013 UW35
- 2013 UZ35
- 2013 UB36
- 2013 UC36
- 2013 UE36
- 2013 UF36
- 2013 UG36
- 2013 UH36
- 2013 UJ36
- 2013 UK36
- 2013 UL36
- 2013 UN36
- 2013 UO36
- 2013 UQ36
- 2013 UR36
- 2013 UX36
- 2013 UC37
- 2013 UD37
- 2013 UE37
- 2013 UF37
- 2013 UG37
- 2013 UH37
- 2013 UJ37
- 2013 UK37
- 2013 UL37
- 2013 UM37
- 2013 UO37
- 2013 UP37
- 2013 UQ37
- 2013 UT37
- 2013 UU37
- 2013 UW37
- 2013 UE38
- 2013 UH38
- 2013 UJ38
- 2013 UM38
- 2013 UN38
- 2013 UQ38
- 2013 UR38
- 2013 US38
- 2013 UT38
- 2013 UV38
- 2013 UW38
- 2013 UX38
- 2013 UY38
- 2013 UZ38
- 2013 UA39
- 2013 UC39
- 2013 UD39
- 2013 UE39
- 2013 UF39
- 2013 UG39
- 2013 UH39
- 2013 UJ39
- 2013 UK39
- 2013 UL39
- 2013 UM39
- 2013 UN39
- 2013 UO39
- 2013 US39
- 2013 UU39
- 2013 UX39
- 2013 UZ39
- 2013 UA40
- 2013 UB40
- 2013 UD40
- 2013 UE40
- 2013 UF40
- 2013 UH40
- 2013 UK40
- 2013 UM40
- 2013 UN40
- 2013 UO40
- 2013 UP40
- 2013 UQ40
- 2013 UR40
- 2013 US40
- 2013 UT40
- 2013 UV40
- 2013 UW40
- 2013 UY40
- 2013 UZ40
- 2013 UA41
- 2013 UB41
- 2013 UC41
- 2013 UE41
- 2013 UJ41
- 2013 UK41
- 2013 UL41
- 2013 UN41
- 2013 UO41
- 2013 UP41
- 2013 UQ41
- 2013 UR41
- 2013 UT41
- 2013 UU41
- 2013 UV41
- 2013 UX41
- 2013 UB42
- 2013 UD42
- 2013 UH42
- 2013 UJ42
- 2013 UK42
- 2013 UL42
- 2013 UO42
- 2013 UP42
- 2013 UQ42
- 2013 UT42
- 2013 UU42
- 2013 UW42
- 2013 UX42
- 2013 UY42
- 2013 UZ42
- 2013 UA43
- 2013 UB43
- 2013 UC43
- 2013 UD43
- 2013 UE43
- 2013 UG43
- 2013 UH43
- 2013 UJ43
- 2013 UK43
- 2013 UL43
- 2013 UN43
- 2013 UO43
- 2013 UP43
- 2013 UQ43
- 2013 UR43
- 2013 US43
- 2013 UT43
- 2013 UU43
- 2013 UV43
- 2013 UW43
- 2013 UX43
- 2013 UZ43
- 2013 UA44
- 2013 UB44
- 2013 UC44
- 2013 UD44
- 2013 UE44
- 2013 UF44
- 2013 UH44
- 2013 UP44
- 2013 UR44
- 2013 US44
- 2013 UT44
- 2013 UU44
- 2013 UV44
- 2013 UW44
- 2013 UX44
- 2013 UY44
- 2013 UZ44
- 2013 UA45
- 2013 UB45
- 2013 UC45
- 2013 UH45
- 2013 UJ45
- 2013 UL45
- 2013 UM45
- 2013 UO45
- 2013 UR45
- 2013 US45
- 2013 UT45
- 2013 UV45
- 2013 UW45
- 2013 UX45
- 2013 UZ45
- 2013 UA46
- 2013 UB46
- 2013 UC46
- 2013 UD46
- 2013 UE46
- 2013 UF46
- 2013 UG46
- 2013 UH46
- 2013 UJ46
- 2013 UK46
- 2013 UL46
- 2013 UM46
- 2013 UN46
- 2013 UO46
- 2013 UP46
- 2013 UR46
- 2013 US46
- 2013 UT46
- 2013 UU46
- 2013 UV46
- 2013 UW46
- 2013 UX46
- 2013 UY46
- 2013 UZ46
- 2013 UB47
- 2013 UD47
- 2013 UE47
- 2013 UF47
- 2013 UG47
- 2013 UH47
- 2013 UJ47
- 2013 UK47
- 2013 UL47
- 2013 UO47
- 2013 UP47
- 2013 UQ47
- 2013 UV47
- 2013 UW47
- 2013 UY47
- 2013 UZ47
- 2013 UA48
- 2013 UB48
- 2013 UD48
- 2013 UE48
- 2013 UF48
- 2013 UH48
- 2013 UJ48
- 2013 UK48
- 2013 UL48
- 2013 UM48
- 2013 UN48
- 2013 UO48
- 2013 UP48
- 2013 UQ48
- 2013 UR48
- 2013 US48
- 2013 UU48
- 2013 UV48
- 2013 UW48
- 2013 UX48
- 2013 UY48
- 2013 UZ48
- 2013 UA49
- 2013 UC49
- 2013 UD49
- 2013 UF49
- 2013 UG49
- 2013 UH49
- 2013 UJ49
- 2013 UL49
- 2013 UN49
- 2013 UP49
- 2013 UQ49
- 2013 UR49
- 2013 US49
- 2013 UT49
- 2013 UU49
- 2013 UV49
- 2013 UW49
- 2013 UX49
- 2013 UY49
- 2013 UD50
- 2013 UF50
- 2013 UG50
- 2013 UJ50
- 2013 UK50
- 2013 UL50
- 2013 UM50
- 2013 UN50
- 2013 UO50
- 2013 UP50
- 2013 UQ50
- 2013 UR50
- 2013 US50
- 2013 UT50
- 2013 UU50
- 2013 UY50
- 2013 UZ50
- 2013 UA51
- 2013 UB51
- 2013 UC51
- 2013 UD51
- 2013 UF51
- 2013 UG51
- 2013 UH51
- 2013 UJ51
- 2013 UK51
- 2013 UL51
- 2013 UM51
- 2013 UN51
- 2013 UO51
- 2013 UP51
- 2013 UR51
- 2013 US51
- 2013 UT51
- 2013 UU51
- 2013 UV51
- 2013 UW51
- 2013 UX51
- 2013 UY51
- 2013 UZ51
- 2013 UA52
- 2013 UB52
- 2013 UC52
- 2013 UE52
- 2013 UF52
- 2013 UG52
- 2013 UJ52
- 2013 UK52
- 2013 UL52
- 2013 UM52
- 2013 UN52
- 2013 UO52
- 2013 UP52
- 2013 UR52
- 2013 US52
- 2013 UT52
- 2013 UU52
- 2013 UV52
- 2013 UW52
- 2013 UX52
- 2013 UY52
- 2013 UA53
- 2013 UB53
- 2013 UC53
- 2013 UD53
- 2013 UE53
- 2013 UF53
- 2013 UG53
- 2013 UH53
- 2013 UJ53
- 2013 UK53
- 2013 UN53
- 2013 UO53
- 2013 UP53
- 2013 UQ53
- 2013 UR53
- 2013 US53
- 2013 UT53
- 2013 UU53
- 2013 UX53
- 2013 UY53
- 2013 UZ53
- 2013 UB54
- 2013 UC54
- 2013 UD54
- 2013 UE54
- 2013 UF54
- 2013 UG54
- 2013 UH54
- 2013 UJ54
- 2013 UK54
- 2013 UL54
- 2013 UM54
- 2013 UN54
- 2013 UO54
- 2013 UP54
- 2013 UQ54
- 2013 UR54
- 2013 US54
- 2013 UV54
- 2013 UW54
- 2013 UX54
- 2013 UY54
- 2013 UZ54
- 2013 UA55
- 2013 UB55
- 2013 UC55
- 2013 UD55
- 2013 UE55
- 2013 UF55
- 2013 UG55
- 2013 UH55
- 2013 UJ55
- 2013 UK55
- 2013 UL55
- 2013 UM55
- 2013 UN55
- 2013 UO55
- 2013 UP55
- 2013 UQ55
- 2013 UR55
- 2013 US55
- 2013 UT55
- 2013 UU55
- 2013 UV55
- 2013 UW55
- 2013 UX55
- 2013 UY55
- 2013 UB56
- 2013 UC56
- 2013 UD56
- 2013 UE56
- 2013 UF56
- 2013 UG56
- 2013 UH56
- 2013 UJ56
- 2013 UL56
- 2013 UM56
- 2013 UO56
- 2013 UP56
- 2013 UQ56
- 2013 UR56
- 2013 US56
- 2013 UT56
- 2013 UU56
- 2013 UW56
- 2013 UX56
- 2013 UY56
- 2013 UZ56
- 2013 UA57
- 2013 UB57
- 2013 UC57
- 2013 UD57
- 2013 UE57
- 2013 UF57
- 2013 UG57
- 2013 UH57
- 2013 UJ57
- 2013 UK57
- 2013 UL57
- 2013 UM57
- 2013 UN57
- 2013 UO57
- 2013 UP57
- 2013 UQ57
- 2013 UR57
- 2013 US57
- 2013 UT57
- 2013 UU57
- 2013 UV57
- 2013 UW57
- 2013 UX57
- 2013 UY57
- 2013 UZ57
- 2013 UA58
- 2013 UE58
- 2013 UF58
- 2013 UG58
- 2013 UH58
- 2013 UK58
- 2013 UL58
- 2013 UM58
- 2013 UN58
- 2013 UO58
- 2013 UP58
- 2013 UQ58
- 2013 US58
- 2013 UU58
- 2013 UW58
- 2013 UX58
- 2013 UY58
- 2013 UZ58
- 2013 UA59
- 2013 UB59
- 2013 UC59
- 2013 UD59
- 2013 UE59
- 2013 UF59
- 2013 UG59
- 2013 UH59
- 2013 UK59
- 2013 UL59
- 2013 UN59
- 2013 UO59
- 2013 UP59
- 2013 UQ59
- 2013 UR59
- 2013 US59
- 2013 UT59
- 2013 UU59
- 2013 UV59
- 2013 UX59
- 2013 UZ59
- 2013 UA60
- 2013 UB60
- 2013 UC60
- 2013 UD60
- 2013 UE60
- 2013 UF60
- 2013 UG60
- 2013 UH60
- 2013 UJ60
- 2013 UK60
- 2013 UL60
- 2013 UM60
- 2013 UN60
- 2013 UO60
- 2013 UP60
- 2013 UQ60
- 2013 UR60
- 2013 US60
- 2013 UT60
- 2013 UU60
- 2013 UV60
- 2013 UW60
- 2013 UY60
- 2013 UA61
- 2013 UB61
- 2013 UC61
- 2013 UG61
- 2013 UH61
- 2013 UJ61
- 2013 UK61
- 2013 UL61
- 2013 UM61
- 2013 UN61
- 2013 UO61
- 2013 UP61
- 2013 UQ61
- 2013 UR61
- 2013 US61
- 2013 UT61
- 2013 UU61
- 2013 UV61
- 2013 UW61
- 2013 UX61
- 2013 UY61
- 2013 UZ61
- 2013 UA62
- 2013 UB62
- 2013 UC62
- 2013 UD62
- 2013 UE62
- 2013 UF62
- 2013 UG62
- 2013 UH62
- 2013 UJ62
- 2013 UK62
- 2013 UL62
- 2013 UM62
- 2013 UN62
- 2013 UO62
- 2013 UP62
- 2013 UQ62
- 2013 UR62
- 2013 US62
- 2013 UU62
- 2013 UV62
- 2013 UW62
- 2013 UX62
- 2013 UY62
- 2013 UZ62
- 2013 UA63
- 2013 UB63
- 2013 UC63
- 2013 UD63
- 2013 UF63
- 2013 UG63
- 2013 UH63
- 2013 UJ63
- 2013 UK63
- 2013 UL63
- 2013 UM63
- 2013 UN63
- 2013 UO63
- 2013 UP63
- 2013 UQ63
- 2013 UR63
- 2013 US63
- 2013 UT63
- 2013 UU63
- 2013 UV63
- 2013 UW63
- 2013 UX63
- 2013 UY63
- 2013 UZ63
- 2013 UA64
- 2013 UB64
- 2013 UC64
- 2013 UD64
- 2013 UE64
- 2013 UF64
- 2013 UG64
- 2013 UJ64
- 2013 UL64
- 2013 UM64
- 2013 UN64
- 2013 UO64
- 2013 UP64
- 2013 UQ64
- 2013 UR64
- 2013 US64
- 2013 UT64
- 2013 UU64
- 2013 UV64
- 2013 UW64
- 2013 UX64
- 2013 UY64
- 2013 UZ64
- 2013 UA65
- 2013 UB65
- 2013 UC65
- 2013 UD65
- 2013 UE65
- 2013 UF65
- 2013 UG65
- 2013 UH65
- 2013 UJ65
- 2013 UK65
- 2013 UL65
- 2013 UM65
- 2013 UN65
- 2013 UO65
- 2013 UP65
- 2013 UQ65
- 2013 UR65
- 2013 US65
- 2013 UT65
- 2013 UU65
- 2013 UV65
- 2013 UW65
- 2013 UX65
- 2013 UY65
- 2013 UZ65
- 2013 UA66
- 2013 UB66
- 2013 UC66
- 2013 UD66
- 2013 UE66
- 2013 UF66
- 2013 UG66
- 2013 UH66
- 2013 UJ66
- 2013 UK66
- 2013 UL66
- 2013 UM66
- 2013 UN66